# مهرجان كان السينمائي 1975
مهرجان كان السينمائي لعام 1975 هو الدورة الـ28 للمهرجان عُقد من 9 إلى 23 مايو في عام 1975، حصل فيلم «وقائع سنين الجمر» للمخرج الجزائري محمد الأخضر حمينة على السعفة الذهبية للمهرجان، وهي أول سعفة ذهبية عربية.